# 華潤集團
華潤（集團）有限公司（英語：China Resources (Holdings) Company Limited），简称华润（英語：China Resources），是在中国运营的中國中央企業控股集团。在中國擁有合共十一家上市公司，其中七家市值由五百億至二千多億不等。旗下的啤酒業務（華潤雪花啤酒）自2005年起銷量居全國第一；超市業務（包括華潤萬家、蘇果和原家世界）按營業額計居于全國第一；地產業務兼顧發展商業與住宅物業，并曾是萬科的第一大股東；在醫藥領域（華潤醫藥），則有華潤三九、東阿阿膠、雙鶴藥業、萬東醫療等上市子公司。
華潤集团的香港及內地總部，分別設於灣仔港灣道26號華潤大廈及南山區科苑南路2666號中國華潤大廈，分別樓高50及66層。

## 歷史
华润的历史可以追溯到1938年廖承志等到香港筹建“八路军香港办事处”时，为了妥善保管在海外华侨和港澳同胞中募集到的资金和物资并顺利送到抗日前线，杨琳（即博古胞弟秦邦礼）受命开办“联合行”（Liow & Co.），由这家公司开设银行账号，办理仓储和运输的业务。

華潤集團在2002年之前所使用的公司標誌

国共内战再次爆发后，1946年8月杨琳和香港地下党的日常事务负责人连贯奉命到上海的中共代表团，接受周恩来的指示，要他们安排好由南京、上海疏散到香港和东南亚一带的民主人士和文化名人以及党内的一些干部，其中身份没有暴露、灰色面目的干部可以帮助杨琳管理公司。杨琳回到香港后，把“联和行”改名为“联和进出口公司”，简称“联和公司”，在香港德辅道中电话公司大厦（太子行）租了一个写字间。又注册了“天隆行”，并在广州设立天隆行分行，从事香港与内地的轮胎和桐油等贸易活动。周恩来派来了袁超俊、钟可玉夫妇于1947年4月20日到香港，抗战时期担任八路军驻武汉办事处副官长、八路军贵阳交通站站长、南方局秘书、四川省委秘书长的袁超俊担任公司副经理、第一任党支部书记。1947年3月胡宗南部进攻延安前夕，钱之光奉命在延安成立一个赴港小分队支援杨琳，到达烟台后因为国民党的封锁无法出海，连上海也去不了。钱之光派遣刘恕、鲁映夫妇乘小渔船先行赴港，带领其他人在国民党军队重点进攻胶东半岛时离开烟台，1947年9月经威海渡过渤海海峡到达苏军控制的大连。钱之光和东北局财经负责人陈云、李富春研究后，决定留在大连，组织货源，打通东北和香港的贸易通道，把东北解放区的物资运到香港，再从香港购买战争和生产物资运回东北。经中央批准，在大连成立“中华贸易公司”，对外不挂牌，就只办理进出口商品报关和保险，在适应进出口贸易的需要，中央在大连和香港分设了2部无线电台。港工委的萧贤法通知袁超俊，中央决定在“联和进出口公司”增设一部秘密电台，报务和机要工作由袁超俊领导管理。为了打通东北至香港的贸易通道，钱之光派王华生去朝鲜平壤，通过东北局驻朝鲜办事处的全权代表朱理治与苏联驻朝鲜大使取得了联系，租了载重量3000吨左右苏联轮船“波德瓦尔”号和“阿尔丹”号，把北满出口的大豆经铁路运到朝鲜东北部的罗津港装船运往香港。第一次运输钱之光派王华生和俄语翻译陈兴华，新四军卫生部原负责人沈其震等六人随船押运并随身携带胶东解放区招远县出产的黄金到香港由中共华东局财委在香港皇后大道开设的寶生银号重新熔铸后出售。沈其震熟悉香港，也认识杨琳。联和进出口公司在香港公开出售东北出口的大宗商品，再购买东北解放区急需的西药、真空管、卷筒新闻纸、造纸滤网、棉纱、铁钉、汽车零件、纺织机械、油漆等用品，阿尔丹号满载而归。由此，联和进出口公司经营规模迅速壮大。1947年圣诞节公司员工及家属聚餐，杨琳提出“‘联和公司’这个名字当初是以我的名字‘廉安’命名的（杨琳到香港后改名杨廉安），在无锡话里这两个词谐音。现在公司发展了，要给公司重新起一个响亮的名字。”最初决定改称“德润”公司，“德”取自主管中共海外工作、分管联和进出口公司的朱德总司令的名字；“润”取自毛泽东的字“润之”。后来据时任中央办公厅主任的杨尚昆回忆，朱德在接到电报后说：“不行，怎么能把我的名字排在主席前面呢？”再讨论时，杨琳提议改为“华润”，并说，“华”代表“中华”，“润”是毛主席的字，还代表雨露滋润，资源丰富。1948年初，沿用了10年的“联和行”、“联和进出口公司”正式更名为华润公司。。“华润”的英文译名为“China Resources”，由公司会计黄美娴（杨琳的夫人）翻译。
中華人民共和國建立后，在港所有贸易机构进行了归并，由华润统一领导。1952年，华润从党营企业移交中华人民共和国政府，于1952年10月归属中央人民政府贸易部管理，成为部直属央企。1952年，華潤總部遷入中國銀行大廈。1954年成为中央人民政府贸易部直属各进出口公司在香港的总代理，贸易额曾占全国外贸总额的三分之一。1956年，华润在广州筹办了广交会，成为改革开放前，中国对外贸易的唯一窗口，至今仍然是中国最重要的展会之一。1983年7月8日改组为华润（集团）有限公司，业务涉及消费、电力、地产、水泥、燃气、健康、金融等。
2010年，华润集团首次进入《财富》世界500强。2015年《财富》世界500强排行榜显示，华润集团以748.87亿美元的营业额名列115位，较2014年上升了28位，稳定在世界500强中前150强；在98家进入榜单的中国（大陆和香港）公司中，华润排名亦由2014年的23位上升到22位。相比5年前（2010年）的世界第395位和中国第39位，华润集团的排名上升是巨大的。2019年，華潤集團位居世界500強第80位。
2015年4月21日，華潤創業落實以總代價300億港幣向大股東華潤集團出售所有非啤酒業務，包括以當時旗下Ondereel Ltd（零售、食品和飲品業務），當中145.79億元以現金支付，餘額則以承兌票據支付，於完成出售及削減股本後，集團建議派發特別股息每股12.3元。另外，大股東華潤集團以每股12.7元向獨立股東收購4.84億股華創股份，假如所有獨立股東同時接納出售部份股權，每持有1股華創股可按12.7元作價出售0.20525股予大股東。收購完成後，大股東持股將由現時的51.87%增至71.87%。
2017年1月12日，万科发布公告称，华润以每股22元的价格，将所持15.31%的万科股权协议转让给深圳地铁集团，交易总额371.71亿元人民币。万科股票于13日复牌。

## 业务范围
中国华润有限公司、華潤股份有限公司和華潤（集團）有限公司是三位一體的結構，其7大业务单元涵盖消费品、电力、地产、水泥、燃气、医药、金融等领域。
| 业务             | 主力公司                                  | 下属公司                       | 经营业务                                                                   |
| ---------------- | ----------------------------------------- | ------------------------------ | -------------------------------------------------------------------------- |
| 消费者业务       | 华润创业                                  | 華潤啤酒（港交所：0291）       | 啤酒                                                                       |
| 消费者业务       | 华润创业                                  | 华润五丰                       | 食品                                                                       |
| 消费者业务       | 华润创业                                  | 华润怡宝                       | 飲品                                                                       |
| 消费者业务       | 华润创业                                  | 華潤堂                         |                                                                            |
| 消费者业务       | 华润创业                                  | 太平洋咖啡                     | 咖啡连锁                                                                   |
| 消费者业务       | 华润万家                                  | 超市零售连锁                   |                                                                            |
| 纺织             | 华润纺织                                  | 棉纺织品、锦纶民用丝、品牌服饰 |                                                                            |
| 健康业务         | 华润医药（港交所：3320）                  | 北京醫藥集團51%                | 医药                                                                       |
| 健康业务         | 华润医药（港交所：3320）                  | 英特集團20%                    |                                                                            |
| 健康业务         | 华润医药（港交所：3320）                  | 華潤江中原名江中藥業           |                                                                            |
| 健康业务         | 华润医药（港交所：3320）                  | 华润三九（深交所：000999）     | 医药                                                                       |
| 健康业务         | 华润医药（港交所：3320）                  | 華潤紫竹藥業                   | 医药                                                                       |
| 健康业务         | 华润双鹤药业（上交所：600062）            |                                | 医药                                                                       |
| 健康业务         | 华润东阿阿胶（深交所：000423）            |                                | 阿胶制品                                                                   |
| 健康业务         | 华润健康                                  |                                | 医疗服务                                                                   |
| 健康业务         | 华润医疗（港交所：1515）                  |                                | 医疗服务                                                                   |
| 城市建设运营业务 | 华润置地（港交所：1109）                  |                                | 城市综合投资开发                                                           |
| 城市建设运营业务 | 華潤水泥（港交所：1313）                  |                                | 水泥、熟料和混凝土生产                                                     |
| 城市建设运营业务 | 华润物业                                  |                                | 物业运营                                                                   |
| 能源业务         | 華潤電力（港交所：836）                   |                                | 火電、煤炭及新能源                                                         |
| 能源业务         | 华润燃气（港交所：1193）                  |                                | 管道燃气、车用燃气及燃气器具销售                                           |
| 科技金融业务     | 华润金融                                  | 華潤銀行                       | 金融、投资管理及资本运作                                                   |
| 科技金融业务     | 华润金融                                  | 华润信托                       | 金融、投资管理及资本运作                                                   |
| 科技金融业务     | 华润金融                                  | 华润资产                       | 金融、投资管理及资本运作                                                   |
| 科技金融业务     | 华润微电子（上交所：688396）              |                                | 半导体设计、制造                                                           |
| 科技金融业务     | 康佳集团（深交所：000016/深交所：200016） | 新飞电器                       | 消费电子、家电                                                             |
| 科技金融业务     | 华润化学材料                              |                                | 化学材料生产、加工                                                         |
| 科技金融业务     | 华润网络                                  |                                | 互联网产品和服务                                                           |
| 科技金融业务     | 润联智慧科技有限公司华润云（CRCloud）     |                                | 互联网产品和服务                                                           |
| 基金管理         | 华润资本                                  |                                | 产业投资                                                                   |
| 香港及海外業務   | 华润隆地                                  | 華潤物業管理有限公司           | 物業管理                                                                   |
| 香港及海外業務   | 华润隆地                                  | 昇捷控股                       | 物業管理                                                                   |
| 香港及海外業務   | 华润隆地                                  | 領先管理有限公司               | 物業管理                                                                   |
| 香港及海外業務   | 华润隆地                                  | 中藝                           | 銷售中國傳統工藝產品                                                       |
| 香港及海外業務   | 华润隆地                                  | 泰國業務                       | 負責集團在泰國的業務，主要包括長春廣場都市綜合體，同時承擔東南亞代表處職能 |
| 香港及海外業務   | 华润隆地                                  | 東南亞代表處                   | 為集團開拓一帶一路中的東南亞國家業務                                       |
| 香港及海外業務   | 华润隆地                                  | 酒店業務                       | 經營和管理香港和內地的酒店，旗下品牌包括瑞吉酒店、木棉花酒店與米蘭花酒店   |
| 香港及海外業務   | 华润隆地                                  | 資產管理                       | 負責集團在香港物業投資、租務                                               |

## 经营业绩
| 年份 | 营业收入（百万美元） | 利润（百万美元） | 《财富》世界500强排名 |
| ---- | -------------------- | ---------------- | --------------------- |
| 2009 | 21,902.1             | 994.6            | 395（首次入榜）       |
| 2010 | 27,820.4             | 1,620.5          | 346                   |
| 2011 | 43,439.5             | 1,881.7          | 233                   |
| 2012 | 52,448.23            | 1,905.6          | 187                   |
| 2013 | 65,959.9             | 2,029.5          | 143                   |
| 2014 | 74,887.0             | 2,450.9          | 115                   |
| 2015 | 76,573.7             | 2,489.2          | 91                    |
| 2016 | 75,776.3             | 2,580.2          | 86                    |
| 2017 | 82,184.1             | 3,151.8          | 86                    |
| 2018 | 91,184.1             | 3,474.6          | 80                    |

数据来源：《财富》(中文版)世界500强